# Popnam
Popnam is een bestuurslaag in het regentschap Timor Tengah Utara van de provincie Oost-Nusa Tenggara, Indonesië. Popnam telt 1246 inwoners (volkstelling 2010).